# Episodi di Steven Universe (seconda stagione)
La seconda stagione di Steven Universe è stata mandata in onda negli Stati Uniti in prima visione dal 13 marzo 2015 all'8 gennaio 2016 su Cartoon Network. In Italia è stata trasmessa in prima visione dal 19 gennaio al 10 giugno 2016, sempre sulla rete Cartoon Network.
Dopo l'episodio "Reformed", furono trasmessi tre mini-episodi chiamati in italiano "Lezioni sulle Gemme" (in originale, "The Classroom Gems") che spiegano in tre brevi "lezioni" (appunto), ognuna tenuta da una delle Crystal Gems, cosa sono le Gemme, come vengono create e come funziona la Fusione. A partire da "Sworn to the Sword" viene usata una nuova sigla d'apertura, basata sulla precedente ma rinnovata e remixata. La versione estesa della sigla venne mostrata per la prima volta al SDCC 2015, ed è stato possibile vederla nella versione italiana al termine delle tre "Lezioni sulle Gemme". In Italia però, così come anche in altri paesi europei, la nuova sigla non è stata introdotta con i nuovi episodi. Oltre a questa, sono stati mandati in onda anche altri due corti: "La nuova borsa" e "Leone ama infilarsi negli scatoloni".
In Kenya, l'episodio "Dobbiamo parlare" è stato completamente censurato a causa del tema LGBTQ presente nell'episodio.
| Nº tot. | Nº | Titolo originale             | Titolo italiano              | Prima TV USA      | Prima TV Italia  | Sinossi |
| ------- | -- | ---------------------------- | ---------------------------- | ----------------- | ---------------- | --- |
| 54      | 1  | Full Disclosure              | Protezione                   | 13 marzo 2015     | 19 gennaio 2016  | Steven evita Connie per non parlarle della sua peripezia più straziante.                                    |
| 55      | 2  | Joy Ride                     | Tra riposo e doveri          | 26 marzo 2015     | 19 gennaio 2016  | Buck, Jenny e Panna Acida aiutano Steven a rimettere un po' di divertimento nella sua vita.                 |
| 56      | 3  | Say Uncle                    | Grandpa Universe             | 2 aprile 2015     | 26 gennaio 2016  | Un "lontano parente" di Steven giunge in città per aiutarlo a liberare il potere della pietra di sua madre. |
| 57      | 4  | Love Letters                 | Il postino innamorato        | 23 aprile 2015    | 26 gennaio 2016  | Steven e Connie danno al postino Jamie una mano con l'amore.                                                |
| 58      | 5  | Reformed                     | Il processo di rigenerazione | 30 aprile 2015    | 2 febbraio 2016  | Steven, Garnet e Ametista inseguono un mostro che si aggira nel Tempio.                                     |
| 59      | 6  | Sworn to the Sword           | Lezioni di combattimento     | 15 giugno 2015    | 9 febbraio 2016  | Perla allena Connie ad essere una spadaccina.                                                               |
| 60      | 7  | Rising Tides, Crashing Skies | Il documentario              | 16 giugno 2015    | 9 febbraio 2016  | Ronaldo fa un'inchiesta per mostrare se Steven e le Gemme siano un pericolo o meno per Beach City.          |
| 61      | 8  | Keeping It Together          | Restare uniti                | 17 giugno 2015    | 16 febbraio 2016 | Steven e le Crystal Gems ritornano al Kindergarten e vi scoprono un oscuro segreto.                         |
| 62      | 9  | We Need to Talk              | Dobbiamo parlare             | 18 giugno 2015    | 16 febbraio 2016 | Greg racconta a Steven e Connie di come venne a conoscenza della fusione.                                   |
| 63      | 10 | Chille Tid                   | Sogno rivelatore             | 19 giugno 2015    | 23 febbraio 2016 | Steven e le Gemme cercano di rilassarsi organizzando un pigiama party.                                      |
| 64      | 11 | Cry for Help                 | Una nuova Fusione            | 13 luglio 2015    | 23 febbraio 2016 | Il programma televisivo di Steven viene interrotto da una magica interferenza.                              |
| 65      | 12 | Keystone Motel               | Una vacanza turbolenta       | 14 luglio 2015    | 1º marzo 2016    | Steven, Greg e Garnet partono per un viaggio fuori porta.                                                   |
| 66      | 13 | Onion Friend                 | Bimbo bizzarro               | 15 luglio 2015    | 8 marzo 2016     | Steven e Ametista visitano il bizzarro mondo della casa di Cipollo.                                         |
| 67      | 14 | Historical Friction          | Si recita!                   | 16 luglio 2015    | 1º marzo 2016    | Steven e Jamie recitano in una rappresentazione teatrale sulla fondazione di Beach City.                    |
| 68      | 15 | Friend Ship                  | Amicizia                     | 17 luglio 2015    | 8 marzo 2016     | Le Crystal Gems esplorano un'antica astronave delle Gemme.                                                  |
| 69      | 16 | Nightmare Hospital           | Questione di fiducia         | 10 settembre 2015 | 15 marzo 2016    | Steven e Connie si infiltrano in ospedale per recuperare la Spada di Rosa.                                  |
| 70      | 17 | Sadie's Song                 | La canzone di Sadie          | 17 settembre 2015 | 7 giugno 2016    | Steven aiuta Sadie ad organizzare un'esibizione per il Beach-a-Palooza.                                     |
| 71      | 18 | Catch and Release            | La cattura                   | 24 settembre 2015 | 15 marzo 2016    | Finalmente vediamo l'interno del bagno di Steven.                                                           |
| 72      | 19 | When It Rains                | La verità sul Grappolo       | 1º ottobre 2015   | 22 marzo 2016    | Steven aiuta un amico spaventato dal temporale.                                                             |
| 73      | 20 | Back to the Barn             | Sfida tra Gemme              | 8 ottobre 2015    | 25 marzo 2016    | Steven e le Gemme si dirigono al vecchio fienile per montare qualche automa.                                |
| 74      | 21 | Too Far                      | La scoperta dei sentimenti   | 15 ottobre 2015   | 7 giugno 2016    | Steven e Ametista vengono a conoscenza di qualche "pettegolezzo" sulle Gemme.                               |
| 75      | 22 | The Answer                   | La risposta                  | 4 gennaio 2016    | 8 giugno 2016    | Garnet finalmente racconta a Steven la storia come divenne una Crystal Gem                                  |
| 76      | 23 | Steven's Birthday            | Il compleanno di Steven      | 5 gennaio 2016    | 10 giugno 2016   | Steven organizza una festa di compleanno al fienile e decide di dover crescere un po'.                      |
| 77      | 24 | It Could've Been Great       | La base lunare               | 6 gennaio 2016    | 8 giugno 2016    | Le Gemme fanno un viaggetto sulla Luna.                                                                     |
| 78      | 25 | Message Received             | Una nuova Crystal Gem        | 7 gennaio 2016    | 9 giugno 2016    | Steven comincia ad essere dubbioso sull'avere fiducia in tutti.                                             |
| 79      | 26 | Log Date 7 15 2              | Diario di un incontro        | 8 gennaio 2016    | 9 giugno 2016    | Steven ascolta di nascosto l'audio-diario di un amico.                                                      |